# Boy Erased - Vite cancellate (film)
Boy Erased - Vite cancellate (Boy Erased) è un film del 2018 scritto e diretto da Joel Edgerton.
Il film è basato sulla storia vera di Garrard Conley, raccontata nel suo libro di memorie Boy Erased: A Memoir, pubblicato negli Stati Uniti nel 2016 e tradotto in italiano nel 2018 con il titolo Boy Erased - Vite cancellate. Protagonista del film è Lucas Hedges, affiancato dallo stesso Joel Edgerton, Nicole Kidman e Russell Crowe.

## Trama
Nel 2004, il diciannovenne Jared, figlio di un pastore battista in una piccola cittadina dell'Arkansas, viene costretto a partecipare ad una terapia di conversione dall'omosessualità, pena l'esilio dalla famiglia e dagli amici. Jared si scontrerà con il suo terapeuta Victor, che guida il programma di recupero chiamato "Love in Action".

## Produzione
Le riprese principali del film sono iniziate l'8 settembre 2017 ad Atlanta, e si sono concluse a novembre dello stesso anno.

A giugno 2017 è avvenuta una "guerra" per i diritti del film tra Netflix, Annapurna Pictures, Amazon Studios e Focus Features, ottenuti da quest'ultima casa di distribuzione. In un comunicato stampa, il regista Joel Edgerton ha parlato con orgoglio del progetto, affermando:

## Colonna sonora
Nella colonna sonora è incluso l'inedito Revelation, frutto della collaborazione tra Jónsi Birgisson dei Sigur Rós e il cantautore australiano Troye Sivan. La canzone è presente nel primo trailer del film.

## Promozione
A maggio 2018, Focus Features ha diffuso in rete le prime immagini ufficiali del film. Il primo trailer è stato diffuso il 17 luglio 2018. In Italia è stato presentato alla tredicesima edizione della Festa del Cinema di Roma. Successivamente è stata organizzata un'anteprima romana promossa dal Roma Zeta Festival e alcuni giorni dopo dal Lovers Film Festival a Torino.

## Distribuzione
Il film è stato presentato in anteprima mondiale al Telluride Film Festival il 1º settembre 2018. L'8 settembre è stato proiettato al Toronto International Film Festival.
Inizialmente previsto per il 28 settembre 2018, la distribuzione nelle sale cinematografiche statunitensi è stata posticipata al 2 novembre 2018. In Italia è stato presentato in anteprima alla Festa del Cinema di Roma 2018, mentre l'uscita nelle sale è stata confermata per il 14 marzo 2019.

## Doppiaggio
Il doppiaggio italiano è stato seguito dalla Dubbing Brothers per la direzione di Rodolfo Bianchi.

## Riconoscimenti
- 2019 - Golden Globe
  - Candidatura per il miglior attore in un film drammatico a Lucas Hedges
  - Candidatura per la migliore canzone originale per Revelation
- 2018 - AACTA Award
  - Miglior attrice non protagonista a Nicole Kidman
  - Miglior sceneggiatura non originale a Joel Edgerton
  - Candidatura per il miglior film
  - Candidatura per il miglior attore a Lucas Hedges
  - Candidatura per il miglior attore non protagonista a Russell Crowe
  - Candidatura per il miglior attore non protagonista a Joel Edgerton
  - Candidatura per la miglior regia a Joel Edgerton
- 2019 - Satellite Award[13]
  - Candidatura per il miglior attore in un film drammatico a Lucas Hedges
  - Candidatura per il miglior attore non protagonista a Russell Crowe
  - Candidatura per la miglior attrice non protagonista a Nicole Kidman
  - Candidatura per la miglior canzone originale a Revelation
- 2019 - GLAAD Media Awards
  - Miglior film della piccola distribuzione